# Walter Charleton
Walter Charleton (2 de fevereiro 1619 - 24 de abril de 1707) foi um filósofo natural e escritor inglês.
De acordo com Jon Parkin, ele foi "o principal condutor para a transmissão de ideias de Epicurismo para Inglaterra".

## Vida
Era o filho do pároco de Shepton Mallett em Somerset, onde nasceu a 2 de Fevereiro de 1619. Recebeu os seus primeiros estudos de seu pai e quando completou dezesseis anos entrou para Magdalen Hall em Oxford, sob a tutela de John Wilkins. Aos 22 anos de idade, obteve o título de doutor em medicina e no mesmo ano foi nomeado médico de Carlos I, então em Oxford. Em 1650, Charleton estabeleceu-se em Londres e a 8 de Abril admitiu-se um candidato do Colégio Real de Médicos. Monarquista, foi nomeado médico do rei Carlos II exilado, mas permaneceu em Londres a escrever, em Russell Street, Covent Garden.
Ele foi mantido em seu consultório médico durante a Restauração e foi um dos primeiros bolsistas eleitos da Sociedade Real em 1663. Em 23 de janeiro de 1676, foi admitido um membro do Colégio Real de Médicos. Ministrou as primeiras palestras no Teatro Cutlerian em Warwick Lane. Em 1680, proferiu a oração de Harvard, e foi presidente em 1689 e 1691. Após seu último ano de presidência no Colégio de Médicos, Charleton deixou Londres e a prática médica. Retirou-se para Nantwich, mas retornou a Londres para atuar como censor sênior no Colégio de Médicos de 1698 a 1706 e entregou orações harveianas em 1702 e 1706, quando também foi nomeado bibliotecário harveiano. Ele morreu em 24 de abril de 1707.
No início da vida, lia muito Van Helmont e gastava tempo na leitura e composição, em vez de com os pacientes. Thomas Hobbes, Lord Dorchester, Sir Francis Prujean e George Ent eram seus amigos.

## Trabalho
Ele era um escritor abundante também sobre teologia, história natural, Antiguidades e publicou, em 1663, Chorea Gigantum (Os gigantes dançam) para provar que Stonehenge foi construído pelos dinamarqueses. Charleton alegou que foi usado por eles como um local de assembleia e de coroação de reis. O único argumento é que existem obras de pedra semelhantes na Dinamarca, fato fornecido a Charleton pelo antiquário dinamarquês, Wormius, com quem ele havia correspondido no livro de Inigo Jones no qual Stonehenge é dito ser um templo romano. O Corea Gigantum tinha um poema de John Dryden escrito em seu louvor, a Epístola ao Dr. Charleton, prefixado à cópia de apresentação dada ao rei.

## Teoria Atômica
Em 1654, Charleton publicou Physiologia Epicuro-Gassendo-Charltoniana, livro onde começou o desenvolvimento do que viria a ser sua teoria atômica. Ele defendeu que o universo era composto de corpos e vacuidade, retornando a ideias gregas. Segundo Charleton existiria uma quantidade incomensurável de átomos e estes eram formados do mesmo tipo de matéria, porém tinham massas, formatos e tamanhos diferentes. Podiam ser quadrados, redondos, triangulares, ovais etc. Para o filósofo natural, as ligações químicas se davam por meio de “ganchos” presentes em cada átomo. Ele foi além da matéria e concluiu também que existiria os átomos caloríficos e frigoríficos responsáveis por esquentar ou esfriar. Estes estariam presos juntos com os outros átomos e se libertariam caso um fenômeno externo os despertassem passando assim as sensações de calor e frio.
Charleton atribuía aos átomos algumas propriedades ocultas, como uma espécie de magnetismo, pelo qual se concretizava o que era conhecido na época como "cura magnética". Essa acontecia quando alguém possuía um ferimento, e ao invés de aplicar o ungento na ferida, este era aplicado na arma usada ou em alguma atadura com o sangue do ferido. Charleton relatou:

"Tão logo o pó tocou o sangue na atadura, o paciente gritou, sentindo um tormento agudo e intolerável em seu braço: que logo aliviou, após a remoção de todos os emplastros e outras aplicações tópicas ... Por três dias, todos os sintomas anteriores desapareceram ... Então, para completar seu experimento, Sir K[enelm] D[igby] mergulhou a atadura num pires com vinagre, e o colocou sobre carvões em brasa; logo em seguida o paciente voltou a sentir uma agonia extrema, e todos os males anteriores retornaram imediatamente."
"retirou novamente a atadura do vinagre, secou-a cuidadosamente e aplicou nova porção do pó. A cura sobreveio então com tão admirável sucesso que, em poucos dias, restava apenas uma bela cicatriz, em testemunho do que fora antes uma ferida"

## Onomasticon Zoicon
Em 1668, publicou Onomasticon Zoicon, plerorumque Animalium Differentias e Nomina Propria pluribus Linguis exponens. Cui accedunt Mantissa Anatomica e quaedam de Variis Fossilium Generibus, (Onomasticon Zoicon, a maioria das línguas da maioria dos animais e fora dos nomes das especialidades é o expoente. Do qual saem alguns fatos essenciais sobre os vários gêneros fósseis de Espécies Anatómicas), uma importante obra dedicada à história natural. É dividido em três partes. A primeira oferece a tentativa de classificar todos os animais conhecidos e oferece ilustrações principalmente de aves mais ou menos precisas. A segunda, é dedicado à anatomia, especialmente de peixes. E a terceira, trata de mineração e fósseis.

## Ornitologia
Estudou pássaros na menagerie do Parque St. James perto do Palácio de Buckingham, bem como pássaros das coleções do Museu da Sociedade Real. Ele se refere, é claro, a trabalhos anteriores, incluindo os de Conrad Gessner (1516-1565), Ulisse Aldrovandi (1522-1605), William Turner (c.1510-1568) e John Jonston (1603-1675). Segue os princípios estabelecidos por esses autores e divide as aves em duas categorias principais: aves aquáticas e aves terrestres. Essas categorias são subdivididas em grupos muitas vezes bastante homogêneos. Mas, seu trabalho ornitológico é pouco conhecido, sem dúvida, por causa da concorrência do livro de Francis Willughby (1635-1672), Ornithologia libri tres, (Ornitologia livro três).

## Outros trabalhos
Ele foi o primeiro a calcular o tamanho de uma partícula de matéria em 1654. Por meio da queima de um grão de Incenso e, a partir da razão entre o volume original do grão e o volume em que a fragrância é perceptível, estima o diâmetro das partículas que compõem o grão de incenso em 360 nanômetros.
Também escreveu, em 1675, um livro de personagens, intitulado A Brief Discourse concerning the Different Wits of Men, (Um Breve Discurso sobre a Inteligência Dos Homens).

## Lista parcial de publicações
- Deliramenta catarrhi, em 1650;
- The darkness of atheism dispelled by the light of nature, em 1654;
- Physiologia Epicuro-Gassendo-Charletonia : or a fabrick of science natural, upon the hypothesis of atoms, em 1654, largamente inspirado no trabalho Animadversiones de Pierre Gassendi (1592-1655), 1649;
- Natural History of the Passions, em 1674, com base no trabalho de Jean-Francois Senault (1599-1672), De l'usage des passions, 1641;
- The harmony of natural and divine laws, em 1682.